# Systema
Systema (Russisch: Система; Sistema) is een Russische vechtkunst. Het is geen sport. Er zijn geen verboden technieken, alles is toegestaan en het kent geen competitie of een bandensysteem zoals bij karate, jiu-jitsu, judo of aikido. Er zijn algemene principes waarmee de beoefenaar van systema leert op een aanval te reageren.

## Principes van systema
De kern van systema kan worden samengevat in de volgende vier begrippen. 
- De ademhaling is belangrijk voor een goede zuurstofvoorziening, maar kan ook gebruikt worden voor een kiai bij atemi. Juist in stress situaties is een goede ademhaling essentieel om ontspannen te blijven.
- Beweging is de eerste vorm van zelfverdediging, een trap ontwijken is beter dan incasseren. Mobiel zijn met zo min mogelijk inspanning is het credo. Wanneer men met de rug op de grond terecht is gekomen en door de aanvaller klem wordt gehouden met een hand op de borstkas, is het belangrijk om rustig te blijven en juist niet in te spannen met armen of benen. Men kan immers ook de kracht uit de schouderbladen en billen benutten wanneer men op de rug ligt om een aanval te ontwijken, maar toch uithoudingsvermogen-efficient bezig zijn. Uit voorzorg gaat men al van een ernstig scenario uit; als de handen en voeten zodanig beschadigd zijn, dan wordt men wel gewezen op alléén de schouderbladen en billen. Als het kan, rent men hard weg.
- Structuur is de derde pijler. Hiermee wordt de houding van een persoon bedoeld, de verdediging is gericht op het laten instorten ervan. Een hand tegen de kin brengt iemand veel sneller uit balans dan een reeks schoppen/slagen. Een vinger breken kan ook meteen een einde aan een gevecht maken, ook al ligt de focus meer op biomechanica en efficiënt uithoudingsvermogen.
- Ontspannen is de vierde pijler, veel technieken die op iemand uitgevoerd worden, worden een stuk minder effectief als men ze zacht ontvangt. Dronken mensen doen dit vanwege de invloed van de alcohol vanzelf, de kunst is om dit in normale staat ook te kunnen.

## Slow training
De vierde pijler ontspannen maakt niet dat systema niet efficiënt is, het credo is dan ook: zacht ontvangen en hard geven. Veel technieken uit karate, jiu-jitsu, judo en aikido zijn te gebruiken in systema zolang ze op de systema-manier worden toegepast. Niemand schrijft voor hoe een techniek moet worden uitgevoerd, het is aan de beoefenaar zelf om voor de beste manier te vinden. Trainingen kunnen er 'soft' uitzien omdat veel in slow motion geoefend wordt, maar in de praktijk gaat het gewoon op volle snelheid. Afhankelijk van het niveau kan men de snelheid langzaam naar full speed brengen. Veel technieken zijn dermate efficiënt dat ze sowieso beter langzaam uitgevoerd kunnen worden. Er zijn geen verboden technieken. Beginners, gevorderden, mannen en vrouwen trainen op gelijk niveau. Het accent ligt meer op sensitiviteit en effectieve technieken en niet zozeer op kracht. Systema is ook voor een gedeelte een mentale oefening: Juist omdat er geen beperkingen zijn zal men voor zichzelf moeten uitvinden hoe ver men gaat in een verdediging en dat is een confrontatie met jezelf. Ook het feit dat men gewond kan raken vereist voorbereiding. Men moet er rekening mee houden dat men nooit 100% fit blijft tijdens een gevecht, men technieken moeten hierop worden afgestemd. Een mesgevecht bijvoorbeeld houdt eerder in dat er onverwacht iets in iemand gestoken wordt, dan dat iemand dreigt om te steken. Andere situaties kunnen zijn dat men erg vermoeid is of door meerdere mensen wordt bedreigd.

## Trainingsvorm
Verwarrend kan zijn dat men in filmpjes op het internet bijna alleen slow motion systema ziet en mensen die relatief makkelijk op de grond vallen. Dit heeft een heel praktisch reden: met full power uitgevoerd is de kans groot dat men het trainingsuur geblesseerd verlaat. Maar gecontroleerd kan er hard op elkaars lichaam geslagen, wurgingen uitgevoerd, klemmen gezet worden om men te laten wennen aan de stress die dit met zich meebrengt. Ook is vrij sparren een essentieel onderdeel van systema, staand of in een grondgevecht. Low kicks, een knie naar het hoofd, high kicks, zolang men het beheerst uit kan voeren is het prima. In het gezicht slaan, op de oren, in oogholtes drukken of vingers verbuigen, niets is verboden. Vrij sparren kan dus alleen als men in staat is het lichaam van de ander en van zichzelf te beschermen tegen ernstige blessures.

## Zelfverdediging
Systema is voor beginners en gevorderden geschikt om effectieve zelfverdediging te leren. Dit wordt natuurlijk van elke vechtsport beweerd, maar systema kenmerkt zich door het aanleren van een persoonlijke stijl. Er wordt gewerkt met algemene principes, en er worden geen technieken aangeleerd, die zal de beoefenaar zelf ontwikkelen. Er wordt dus niet getraind voor examens, of kata's. Beginners voelen zich snel op hun gemak tussen mensen die al een stuk langer meetrainen, door de afwezigheid van een duidelijk hiërarchie. Qua conditie: als men zorgt voor een goede basisconditie (op wat voor manier dan ook) bouw men deze uit door veel grondgevechten en dergelijke te doen.
De attitude naar de omgeving is ook anders dan bij een aantal andere vechtsporten. Een zwarte band heeft bijvoorbeeld status, en beoefenaar krijgt naarmate hij verder komt ook een 'ego-boost'. In systema is het juist de bedoeling dat men de tegenstander de indruk geeft dat men hem onderlegen is en er volkomen onverwacht een einde aan maakt. Niet opvallen is het credo, laat de aanvaller in de waan dat hij aan het winnen is. Men staat dus niet in een karatehouding klaar, eerder alsof men niet helemaal snapt waar het allemaal over gaat en ook niet echt geïnteresseerd bent. Als hij door zou hebben dat men zichzelf kan verdedigen zal hij op zijn qui vive zijn (of eerder een mes trekken).

## Rjabko Systema
Rjabko's systema is de systemastijl die doorgegeven werd aan Mikhail Rjabko. Rjabko is een kolonel in het Russische leger, die vanaf jonge leeftijd een militaire en traditionele Russische vechtsportopleiding kreeg. Deze stijl wordt "Systema", "Poznaj Sebya" (Russisch: познай себя "ken jezelf") en voorheen "Sokoli Stalina" genoemd, naar de lijfwacht van Stalin die Mikhail Rjabko al op jonge leeftijd lesgaf in de traditionele Russische krijgskunst. oeze stijl verschilt p vele gebieden. met Kadochnikov Het grote verschil is dat hij niet direct biomechanica bestudeert en op technieken vertrouwt, maar vooral de focus legt op een efficiënt uithoudingsvermogen met een zo min mogelijke inspanning.

## Kadochnikov Systema
Bij Kadochnikov systema ligt de focus meer op biomechanica en efficiënte zelfverdedigings-technieken, en niet zo zeer uithoudingsvermogen.
De basisprincipes zijn geformuleerd en tot een volledig, wetenschappelijk systeem uitgewerkt door A.A. Kadochnikov, hoogleraar mechanica aan de Militaire Technische Academie in Krasnodar (Rusland). 
In Nederland wordt door één Russische systema Instructeur lesgegeven in het Kadochnikova-systeem (Maxim Pipotja). Sinds 20 feb 2002 wordt het Kadochnikov systema onderwezen vanuit de Russian Combat Stichting Nederland, zonder winstoogmerk. Dit niet commerciële systeem staat heel dicht bij de bron.   

## Systema wereldwijd
Er bestaan meerdere stromingen in het systema. Wereldwijd heeft het systema van Rjabko de meeste bekendheid. Na de val van de muur is de kennis vanuit Rusland geëxporteerd naar Canada. Er zijn wereldwijd veel instructeurs opgeleid in dit systeem. De meest bekende systema-instructeurs zijn Michail Rjabko in Rusland en zijn leerling Vladimir Vasiliev in Toronto, Canada. In West-Europa neemt de kennis van de instructeurs en verspreiding van systema-scholen de laatste jaren toe. Dit is deels te danken aan internationale systema seminars die worden gegeven door gekwalificeerde instructeurs en waarvan er een groot aantal in België , Nederland, Duitsland, Frankrijk en Zwitserland plaatsvinden. 
In Rusland zelf heeft de wetenschappelijke stroming systema Kadochnikov hoog aanzien. Aleksey Kadochnikov ontving voor zijn bijdrage aan de doorontwikkeling van systema op wetenschappelijke basis een hoge onderscheiding van Vladimir Poetin. Ook de zoon van Aleksey Kadochnikov, Arkadiy Kadochnikov, heeft de doorontwikkeling van de wetenschappelijke systemabenadering doorgezet. In 2010 heeft het eerste seminar van Arkadiy Kadochnikov in Nederland plaatsgevonden.